# Franz Ruschmann
Franz Ruschmann (geb. am 27. Mai 1910 in Achern; gest. am 17. Oktober 1942 im Zuchthaus Brandenburg a. d. Havel) war ein deutscher Zeuge Jehovas und Widerstandskämpfer gegen den Nationalsozialismus.

## Leben
Franz Ruschmann besuchte acht Jahre lang die Volksschule und begann in Rastatt eine Metzgerlehre, die er in Offenburg abschloss. Anschließend arbeitete er in Haslach im Kinzigtal als Metzger. Christlichen Glaubens und katholisch erzogen, wechselte er 1934 zu den Zeugen Jehovas. Am 1. Oktober 1936 wurde er das erste Mal in Schutzhaft genommen und von der Gestapo verhört. Ihm wurde vorgeworfen, Schriften verbreitet zu haben sowie seine arbeitslos gewordenen Glaubensbrüder finanziell unterstützt zu haben. Bei den Verhören fiel er als strenger Zeuge Jehovas auf. Das Sondergericht Mannheim verurteilte ihn zu sechs Monaten Haft. Untergebracht wurde er im Gestapo-Gefängnis von Offenburg und im KZ Kislau. Am 31. März 1937 wurde er aus der Haft entlassen.
Am 27. August 1939 wurde er zum 4. Baubataillon eingezogen. Zunächst konnte er seinen Dienst gemäß seinem Glauben waffenfrei erledigen, da das Bataillon nur zu Bautätigkeiten verwendet wurde. Ab 1940 verweigerte er kontinuierlich den Waffendienst und wurde mehrfach unter Arrest gestellt. Am 7. Juli 1942 verweigerte er endgültig den Wehrdienst und begründete dies mit seinem Glauben. Der 3. Senat des Reichskriegsgerichts verurteilte ihn dafür wegen Zersetzung der Wehrkraft zum Tode. Das Urteil wurde am 17. Oktober 1942 mit dem Fallbeil vollstreckt.
Am 19. September 2010 wurde Franz Ruschmann ein Stolperstein in Haslach gewidmet.